# 古杜维尔
古杜维尔（法語：Goudourville，法語發音：[guduʁvil]）是法国奧克西塔尼大區塔恩-加龙省的一个市镇，属于卡斯泰尔萨拉桑区。

## 地理
古杜维尔（44°6'52"N, 0°55'43"E）面积11.27 平方千米，位于法国奧克西塔尼大區塔恩-加龙省，该省份为法国西南部内陆省份，北起顺时针与洛特省、阿韦龙省、塔恩省、上加龙省、热尔省和洛特-加龙省接壤。
与古杜维尔接壤的市镇（或旧市镇、城区）包括：加斯克、马洛斯、波姆维克、圣克莱尔、圣樊尚莱斯皮纳斯、瓦朗斯。

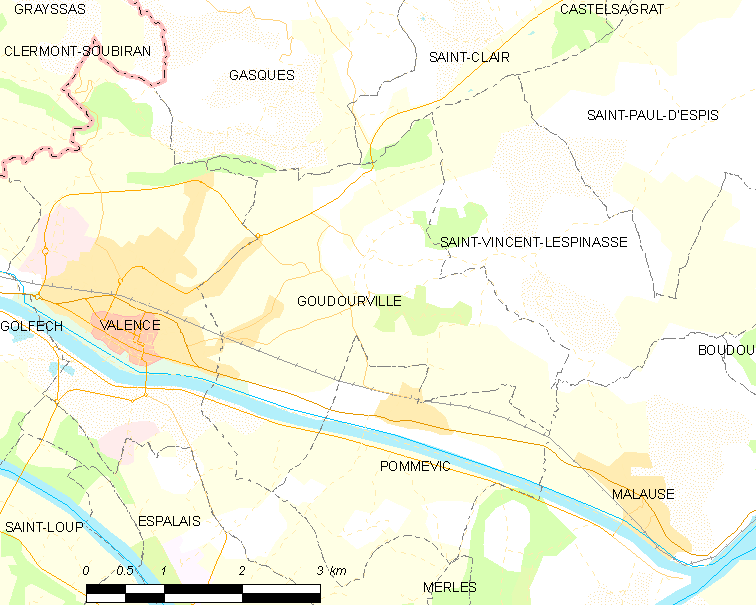
古杜维尔的OSM定位图

古杜维尔的时区为UTC+01:00、UTC+02:00（夏令时）。

## 行政
古杜维尔的邮政编码为82400，INSEE市镇编码为82073。

## 政治
古杜维尔所属的省级选区为瓦朗斯县。

## 人口

1962-2008年间古杜维尔人口变化图示

古杜维尔于2022年1月1日时的人口数量为970人。